# Jugador Mundial de la FIFA 1998

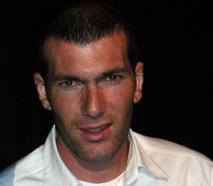
Jugador Mundial de la FIFA 1998 - Zinedine Zidane

La octava entrega de este premio tuvo como ganador al francés Zinedine Zidane (Juventus), quedando el brasileño Ronaldo (Inter de Milán) en segundo lugar y el croata Davor Šuker (Real Madrid) en tercer lugar.

## Posiciones finales
A continuación se muestran los jugadores que coparon los diez primeros puestos en esta edición.
| Puesto | Jugador           | Equipo             | Puntos |
| ------ | ----------------- | ------------------ | ------ |
| 1º     | Zinedine Zidane   | Juventus           | 518    |
| 2º     | Ronaldo           | Inter de Milán     | 164    |
| 3º     | Davor Suker       | Real Madrid        | 108    |
| 4º     | Michael Owen      | Liverpool          | 43     |
| 5º     | Gabriel Batistuta | Fiorentina         | 40     |
| 6º     | Rivaldo           | FC Barcelona       | 37     |
| 7º     | Dennis Bergkamp   | Arsenal            | 33     |
| 8º     | / Edgar Davids    | Juventus           | 26     |
| 9º     | / Marcel Desailly | AC Milan / Chelsea | 23     |
| 10º    | Lilian Thuram     | Parma              | 14     |